# Cratere We’wha
We’wha è un cratere sulla superficie di Mercurio.